# Sorbolo a Levante
Sorbolo Levante (Sòrbl'a Man in dialetto locale) è una frazione del comune di Brescello che sorge a circa sette km dal capoluogo in direzione sud-ovest, lungo la Strada statale 62 della Cisa, al confine con la provincia di Parma e col comune di Sorbolo, da cui è separato dal torrente Enza.

## Storia
La frazione è conosciuta anche col nome di Sorbolo a Mane, ovvero Sorbolo a mattina, che ricalca l'antico toponimo dialettale. La specificazione che contraddistingue il nome della località sottolinea il carattere di stretta simbiosi tra le "due Sorbolo" che, a tutti gli effetti, fino alla metà del XIX secolo, costituirono una realtà unica sotto il profilo della giurisdizione civile e religiosa (ducato e diocesi di Parma), pur essendo i due nuclei separati, dal punto di vista geografico, dal torrente Enza. Una prima separazione, di natura politico-amministrativa, avvenne nel 1848, a seguito della morte di Maria Luigia, evento che rese efficaci le clausole del Trattato di Firenze, stipulato da Carlo III di Borbone, duca di Parma e da Francesco IV, duca di Modena, con il quale i due sovrani stabilivano che "tutto il territorio parmense alla destra dell'Enza passasse sotto il dominio del ducato modenese". La separazione canonico-religiosa si consumò invece, definitivamente, nel 1876 quando le anime del nucleo "a mattina" furono affidate alle cure del parroco di Lentigione. Gli abitanti protestarono e avanzarono istanze al Ministero di Grazia, Giustizia e Culti affinché fossero rivisti i confini della giurisdizione ecclesiastica. Quello stesso anno fu così indetto un plebiscito che però ebbe esito negativo; tuttavia, su di esso non mancarono sospetti di gravi irregolarità, se non di aperti brogli. Lo sviluppo dell'abitato, in precedenza costituito da uno sparuto gruppo di case, si ebbe a partire dagli anni '60 del '900, allorché Maria Pallini - figura storica a cui è dedicata la piazza - donò a Comune e Parrocchia i terreni su cui successivamente sorsero, appunto, la piazza e la chiesa, dedicata a San Pio X ed edificata grazie all'impegno profuso da don Firmino Scaravelli. Attualmente nella frazione sono attive diverse attività commerciali, tra cui una farmacia, un erboristeria, negozio di gastronomia, una pizzeria, un parrucchiere e un estetista. La scuola elementare, attiva sin dai primi anni del '900, è stata chiusa alcuni anni fa.

## Chiesa di San Pio X
La Chiesa, dedicata a san Pio X, fu consacrata ufficialmente dal vescovo dell'allora diocesi di Guastalla, monsignor Angelo Zambarbieri, il 3 settembre 1966. La sua edificazione fu resa possibile dalla generosa donazione del terreno da parte della signora Maria Pallini e dalla munificenza del cavalier Pietro Marazzi che finanziò i lavori. A ricordo della solenne consacrazione del tempio e della generosità del cav. Marazzi che rese possibile la sua costruzione fu posta sulla facciata della chiesa medesima una lapide che recita: A ricordo perenne/ della inaugurazione di questo tempio/ dedicato a san Pio X/ costruito su terreno/ della parrocchia di Lentigione/ consacrato da SUA ECCELLENZA/ MONS. ANGELO ZAMBARBIERI/ il 3-9-1966/ il popolo di Sorbolo Levante/ col parroco sac. Firmino Scaravelli/ plaude riconoscente/ al comm. MARAZZI dott. Pietro/ donatore munifico". In precedenza le funzioni religiose furono svolte, saltuariamente e perlopiù in occasione delle più importanti ricorrenze religiose, in alcuni locali privati riattati all'uopo o nella piccola cappella di Villa Pighini.

## Infrastrutture e trasporti
La frazione, pur attraversata dalla linea ferroviaria Parma-Suzzara è priva di una propria stazione, risultando pressoché equidistanti quelle, le più vicine, di Sorbolo e di Lentigione. Nei pressi della piazza è situata una fermata dell'autolinea 71 (Parma-Viadana) della società mantovana APAM. Lungo la strada Brescello-Poviglio (S.P. 20) è invece posta una fermata della corriera Castelnovo di Sotto-Poviglio-Parma. Per alcuni mesi fu infine attivo, in via sperimentale, un prolungamento da Sorbolo della linea suburbana 21 della TEP che consentiva un collegamento diretto col capoluogo parmense.

## Sport
In paese sorge un campo da calcio, di proprietà comunale, in cui disputa le proprie gare interne la squadra USD Levante che milita nel campionato di prima categoria.